# 卢守懃
卢守懃（10世纪—11世纪），又作卢守勤，字君锡，开封祥符人。北宋宦官。

## 仕途

### 参与政事
大中祥符七年（1014年），卢守懃任内供奉官时，与发运使李溥经度浙江水利，以为前同知杭州戚纶的治水方法不妥，请求复用吴越王钱镠旧法治水，用竹笼装石头叠成岸，用桩木加固，环亘七里，花费数百万，一年多后筑成，钩末立壁，以抵御潮水之势，即使湍涌数丈也不能为害。
天圣三年（1025年）九月，朝廷命翰林侍读学士孙奭、知制诰夏竦、同工部郎中卢士伦、殿中侍御史王硕、时任如京使卢守懃对茶法再加详定。

### 参与军事
卢守懃由入内内品累迁至礼宾使、邠宁环庆路钤辖，后回京。明道元年（1032年）九月，以入内副都知、礼宾使、入内押班领昌州刺史。二年（1033年），因改葬宋仁宗生母章懿皇后时发现旧墓葬有水而卢守懃曾主管葬事，九月，卢守懃被罢押班职，罢为永兴军兵马钤辖，改任鄜延路，再迁六宅使，加贵州团练使，进荣州防御使兼邠宁环庆路安抚都监。宝元二年（1039年）十一月，西夏君主元昊入寇保安军，卢守懃率兵击退他，因此于十二月以功被特迁为左骐骥使，移陕西钤辖。闰十二月，知延州范雍上奏边情时称“钤辖卢守懃亦在病告”。
三年（1040年）正月，元昊入寇鄜延（史称三川口之战），破金明县，鄜延、环庆副都部署刘平、鄜延副都部署石元孙被擒，卢守懃对范雍抚膺哭泣，不敢出救，又曾与西夏交易官马。内侍鄜延都监黄德和引兵逃走。延州通判计用章劝范雍弃城，退保鄜州，范雍欲遣安抚都监李康伯出使西夏，李康伯不肯行。黄德和诬陷刘平降夏，回延州，到城南，范雍不纳，派人代领其众，遣他回鄜州听命，不久徙同州。黄德和惧怕，奏称自己“尽忠于国，而范雍诬臣弃军”，又写信给卢守懃及鄜延路走马承受薛文仲，说如果有中贵人来查证，请求为其营辩护。卢守懃得信上奏。仁宗于是命殿中侍御史文彦博、入内供奉官梁致诚在河中府设置监狱，再遣天章阁待制庞籍骑马前去问讯。夏军退去后，卢守懃、计用章交替论奏，文彦博等又受命在河中府查此案。当时用事的内侍多为卢守懃游说，朝议后卢守懃被特赦改为除授陕西钤辖，而计用章被流放岭南。知制诰叶清臣称计用章获罪而卢守懃拥兵观望却被特赦，必有人结附宦官蛊惑圣听，请求诏文彦博审理，如果卢守懃果然无罪，也能为物论所允，不可偏听一面之词，违背了王道无党之义。知谏院富弼也请求审理，称卢守懃、黄德和都是宦官，仗势诬告人希望自己免罪，应该审清案情结案。枢密院奏称正在用兵，不可结案。富弼又说大臣附下罔上，不可不结案。卢守懃养子卢昭序当时句当御药院，富弼奏请罢免他。延州百姓到宫门告急，仁宗召问，知道了诸将败亡的情况。四月，文彦博等审案完毕，黄德和被腰斩。卢守懃被剥夺防御使职务，降为湖北兵马都监。但议者仍然认为对卢守懃的惩罚太轻了。
夏守赟为陕西都部署，又以入内都知王守忠为钤辖。富弼上言：“用守赟已为天下笑，今再用守忠，与唐朝监军无异。守懃、德和覆车之辙，可以复蹈吗！”诏罢王守忠。
久后，卢守懃复为恩州防御使，迁利州观察使（皆为遥领的阶官，并未赴任），历任真定府、定州、北京路钤辖。以左卫大将军致仕，卒，赠保顺军节度使，谥安恪。

## 延伸阅读
[在维基数据编辑]
 《宋史·卷467》，出自脱脱《宋史》